# Due diligence
L'espressione inglese due diligence (in italiano, letteralmente, necessaria diligenza) indica l'attività di investigazione e approfondimento di dati e informazioni relativi all'oggetto di una trattativa. Il fine di questa attività è valutare la convenienza di un affare, identificandone i relativi rischi e problemi connessi; così, sia per negoziare termini e condizioni della trattativa, sia per predisporre adeguati strumenti di garanzia, di indennizzo o di risarcimento.

## Operazioni didue diligence
Le operazioni di due diligence ricorrono tipicamente in occasione di acquisizioni/cessioni societarie o aziendali; in caso di emissione di strumenti finanziari (collocamento di azioni o di obbligazioni); in vista dell'acquisto di quote di fondi comuni di investimento (FIA) chiusi da parte di Società di gestione del risparmio (SGR), nelle attività di valutazione e stima degli immobili posti a garanzia di esposizioni creditizie, ovvero oggetto di procedure giudiziali, di compravendita, ecc.
In tutti questi casi, le attività di due diligence consistono nella raccolta delle informazioni concernenti l'oggetto della trattativa e nella loro verifica, al fine di esprimere un giudizio sul loro valore di mercato e sul loro possibile rendimento. L'operazione è svolta da un soggetto terzo rispetto all'offerente e ai soggetti interessati all'acquisto.
Tale attività può esser svolta in modo efficace anche nella semplice acquisizione di macchinari e/o impianti industriali (a iniziativa di privati o con leasing e/o da fallimenti) dove il terzo "consulente tecnico specialista in materia di Direttiva macchine (attuale è la 2006/42 CE)" permette di capire la convenienza dell'acquisto rispetto ad un equivalente prodotto nuovo, oltre a ridurre le responsabilità di entrambe le parti: sia il venditore che l'acquirente hanno obblighi ai sensi del Dlgs 81/2008 con risvolti civili, amministrativi e penali.

## Modalità
L'attività di due diligence può scandirsi nel corso di fasi diverse della trattativa, potendo avvenire prima, durante o dopo la conclusione dell'affare.
- La due diligence precontrattuale è focalizzata sui profili salienti della negoziazione; solitamente è intrapresa dal potenziale acquirente e viene svolta in contraddittorio e con la collaborazione del venditore. I suoi esiti influiscono in modo diretto e rilevante sulla scelta di concludere l'affare e sulle sue condizioni (incluse le clausole di garanzia).
- La due diligence post-stipula e quella pre-closing sono esperite quando già sussiste un vincolo contrattuale che lega le parti, ancorché non definitivo; in questo caso l'attività di indagine è volta a verificare i dati acquisiti e ad orientare le successive trattative.
- La due diligence post-closing, svolta dopo la conclusione del contratto, è volta a consentire all'acquirente una più approfondita conoscenza del bene acquisito e a verificare la rispondenza di dati o fatti a quanto garantito dal venditore. Nella prassi sono diffuse le liste di controllo, cioè l'elenco di informazioni e di dati che il futuro acquirente chiede al venditore di poter consultare.

L'omissione della due diligence può essere fonte di responsabilità contrattuale in capo al soggetto che era tenuto a svolgerla.

## Profili di analisi
La due diligence consiste nell'analisi di tutte le informazioni relative all'impresa oggetto dell'acquisizione, con particolare riferimento:
- alla struttura societaria e organizzativa; al business e al mercato;
- ai fattori critici di successo, alle strategie commerciali; (anche riferite ai requisiti della nuova Iso 9000:2015)
- alle procedure gestionali e amministrative; (anche riferite al processo di delega delle responsabilità o al conferimento di "procure speciali" all'interno degli organigrammi aziendali)
- ai dati economico-finanziari;
- agli aspetti fiscali e legali;
- ai rischi potenziali legati alle strutture, impianti, macchinari, nonché al conferimento di incarichi senza la preliminare "qualifica fornitori" (ad evitare la "culpa in eligendo") compreso i "ruoli di fatto" delle risorse umane dirigenti o preposte a certe attività: progettazione, produzione, collaudo, ecc.

### Due diligence nelle operazioni immobiliari
Nel settore immobiliare la due diligence viene utilizzata dagli investitori istituzionali e precede la fase di acquisto di un immobile, di un credito (Non performing loan - NPL) o di una cartolarizzazione (pacchetto di immobili o di crediti). 
La due diligence è un'attività espressamente prevista dal Codice delle Valutazioni Immobiliari | Italian Property Valuation Standard (2018) al capitolo 15 sulla "Valutazione degli immobili a garanzia dei crediti deteriorati (NPL)" poiché necessaria, tra l'altro, per:
- identificare le caratteristiche degli immobili oggetto delle valutazioni;
- comprendere la provenienza e l'effettiva alienabilità e commerciabilità dei beni;
- identificare le modalità appropriate della valutazione degli asset posti a garanzia del credito ("collateral");
La due diligence comprende attività di carattere:
- legale: verifica della documentazione come atto di provenienza, visure catastali, esame delle trascrizioni pregiudizievoli come ipoteche volontarie e giudiziali, contratti (es. locazioni);
- tecnico/progettuale: rispondenza dello stato di fatto alla planimetria depositata (abusi, condoni, sanatorie), consistenza della qualità e dello stato dell'edificio, valutazione dei costi e dei tempi necessari all'adeguamento dell'immobile (riparazioni, rifacimenti, cambio d'uso o riqualificazione). Questa analisi comprende gli aspetti ambientali, l'impiantistica e la struttura dell'immobile;
- economica: valutazione dell'immobile riguardo all'uso attuale e potenziale, rispetto alla zona dove è collocato ed all'andamento del mercato di riferimento (residenziale, uffici, commerciale o industriale);
- finanziaria (nel caso di acquisto crediti): possibilità di recupero del credito in termini di tempo necessario al completamento della procedura, quantità e costi da anticipare.

## Virtual Data Room
Oggi per organizzare la due diligence non occorre più allestire una Data Room fisica, ma una Virtual Data Room (Stanza virtuale). La Virtual Data Room risolve molti problemi logistici che s'incontrano nei tradizionali processi di vendita (per esempio, limitazione agli accessi contemporanei). Le problematiche di sicurezza in una Data Room tradizionale richiedono un alto numero di persone dedicate, per l'intera durata di apertura della Data Room, all'assistenza dei team dei potenziali interessati con tempi lunghi ed alti costi di esecuzione. Inoltre, eventuali cambiamenti nel processo di vendita o l'inserimento di nuovi documenti richiederebbero un aggiornamento mediante una distribuzione «fisica» degli aggiornamenti coi conseguenti oneri e perdite di tempo e di efficienza.

## Origine e storia
L'espressione due diligence viene in realtà dal latino "debita diligentia", cioè investigazione condotta con la diligenza dovuta al caso specifico.